# János Lavotta

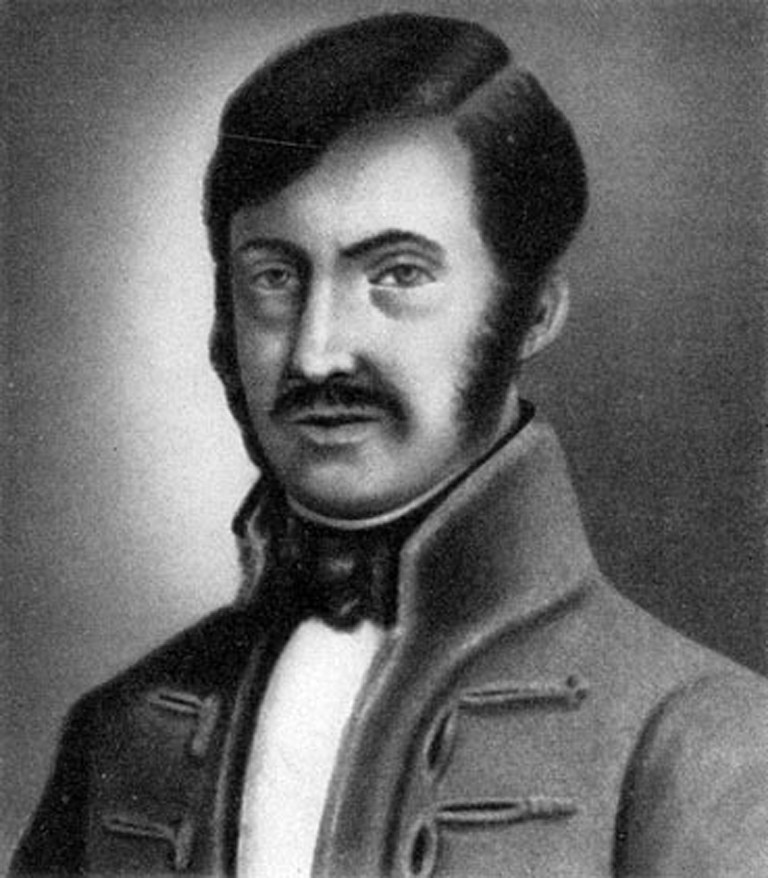
János Lavotta

János Lavotta [ˈjaːnoʃ ˈlɒvotːɒ] (* 5. Juli 1764 in Pusztafödémes; † 11. August 1820 in Tállya) war ein ungarischer Violinist und Komponist.

## Leben
János Lavotta, Sohn einer adeligen ungarischen Beamtenfamilie, begann ein Jurastudium in Preßburg und Budapest, wandte sich 1786 bei einem Wienaufenthalt, mehr und mehr dem Violinspiel und dem Komponieren zu. 1792 und 1793 war er in Budapest Theatermusikdirektor. 1797 lebte er kurze Zeit in Miskolc und reiste danach eine Zeit lang als Violinvirtuose durch Ungarn. Von 1802 bis 1804 war er Dirigent des ungarischen Theaters in Klausenburg. Seit 1816 lebte er als Musikalienhändler in Debrecen.
Lavotta zählt neben Antal Csermák und János Bihari zu den Hauptvertretern der Verbunkos-Musik. Neben Verbunkos komponierte er Polonaisen und Menuette für Streicher sowie Klavierwerke.
Der Komponist Ferenc Farkas setzte seinem Landsmann 1967 mit seiner „Lavottiana“ für Bläserquintett ein musikalisches Denkmal.